# Z Bobří hráze
Z Bobří hráze je kniha českého spisovatele Jaroslava Foglara z roku 1999, uspořádaná Milošem Zapletalem. Je výběrem jeho textů rad a návodů pro táboření, zálesáctví a skautskou praxi, které byly dříve publikovány časopisecky nebo zapsány do oddílových časopisů pražské Dvojky i jejích kronik. Svým charakterem se řadí k dalším Foglarovým knihám – příručkám, jako jsou Kronika Ztracené stopy, Náš oddíl a Hry Jaroslava Foglara.

## Popis
Kniha Z Bobří hráze zahrnuje stovky drobných rad a návodů pro činnost a život oddílu (skautského, turistického, aj.). Kniha je rozdělena na měsíce a týdny a zahrnuje tak jeden kalendářní rok (od 1. září do 31. srpna). Příslušné měsíce se zabývají vždy tématy odpovídajícími danému ročnímu období. V úvodu ke každému měsíci je pak souvislejší text, např. o táboře u Sinovíru, o Svojsíkově závodu nebo o táborech ve Sluneční zátoce.
Rady v knize pojednávají např. o jídle na výpravách, o soutěžích, o správném tábořišti, o kronice, o denících, o oddílovém časopisu, o oddílových signálech, o zálesáctví na sněhu, o stopování, o uzlování, o stavbě ohniště, o skautském kroji, o zvyklostech a nepsaných zákonech, o tom co si vzít s sebou na tábor, o táborové službě, táborovém ohni, o stravování na táboře, atd.

## Vznik a vydávání
| Když se Hoši od Bobří řeky rozhodli, že se budou scházet i za špatného počasí a v zimě, začali hledat klubovnu. V opuštěné zahradě objevili altán, který po úpravách pojmenovali Bobří hráz. A tam pak trávili volné chvíle, hráli nové hry, učili se, zpívali, věnovali se užitečné zábavě, tam přicházeli na nové nápady. V této knize jsem shromáždil záznamy a články o tom, co všechno jsme v Bobří hrázi dělali, čím jsme se bavili, o čem jsme si povídali. |
| Jaroslav Foglar, předmluva knihy Z Bobří hráze |

Většina textů v knize Z Bobří hráze pochází z různě pojmenovaných rubrik námětů pro činnost oddílů, které Jaroslav Foglar psal pro různé časopisy od roku 1935. Další jeho texty s radami a náměty vycházely ve stejných časopisech různě roztroušené, bez jednotné hlavičky. 
Foglar začal psát různé rady a zkušenosti z činnosti oddílu ve 2. čísle I. ročníku časopisu Malý hlasatel v září 1935 v rubrice „Skautská stezka“, ta však byla po několika číslech zrušena. Foglar ji obnovil znovu až v 7. čísle V. ročníku Mladého hlasatele v říjnu 1939 pod názvem „Junácká stezka“. Od prosince 1940, po zákazu Junáka v Protektorátu Čechy a Morava, nesla rubrika název „Z Bobří hráze“, a to až do ukončení vydávání Mladého hlasatele v květnu 1941. Foglar se k ní vrátil po druhé světové válce v dubnu 1946 v 18. čísle časopisu Vpřed. Rubrika existovala ve Vpředu až do 45. čísla III. ročníku (prázdniny 1948), kdy byl Vpřed sloučen s časopisem Junák a kdy byl Foglar donucen redakci opustit.
Jaroslav Foglar obnovil rubriku v roce 1968 v nultém čísle časopisu Skaut-Junák. Spolu s Foglarem do ní texty přispívali Zdeněk Pírek-Mirek, později i Miloš Zapletal. Vycházela až do října 1969, od března 1970 do ukončení vydávání Skauta-Junáka v srpnu 1970 pak byl otiskován obdobný „Jestřábův sloupek“. „Bobří hráz“ se znovu objevila po sametové revoluci v roce 1990 v časopise Junák (přejmenovaná na „Jestřábník“) a pod původním názvem i v časopisech Tramp (v roce 1990) a Hlasatel (1991).
Miloš Zapletal začal připravovat výbor Foglarových textů z těchto rubrik v roce 1998 pro nakladatelství Olympia a jeho edici Sebraných spisů Jaroslava Foglara. Pro knihu, pojmenovanou podle jedné z rubrik, vybral Foglarovy příspěvky z časopisů Mladý hlasatel, Junák a Vpřed, jež dále doplnil o některé texty, které Foglar psal pro členy svého oddílu, pražské Dvojky, v oddílových časopisech Čigoligo a Pomalago a které se objevily též v oddílových kronikách. Kniha Z Bobří hráze poprvé vyšla v září 1999, a stala se tak první posmrtnou foglarovkou, neboť byla vydána osm měsíců po Foglarově smrti.

### Knižní česká vydání
Přehled knižních vydání v češtině:
- 1999 – 1. vydání, nakladatelství Olympia, ilustrace Marko Čermák a jiní, ISBN 80-7033-599-8 (edice Sebrané spisy, sv. 24)
- 2002 – dotisk 1. vydání, nakladatelství Olympia, ilustrace Marko Čermák a jiní, ISBN 80-7033-599-8 (edice Sebrané spisy, sv. 24)
- 2007 – 2. vydání, nakladatelství Olympia, ilustrace Marko Čermák a jiní, ISBN 978-80-7376-009-0 (edice Sebrané spisy, sv. 24)